# تيد تايلور (محامي)
تيد تايلور (بالإنجليزية: Edward Bickmore Ellison Taylor)‏ هو محامي نيوزيلندي، ولد في 1 يونيو 1906، وتوفي في 5 مايو 1982.